# Supercoppa del Portogallo 2011 (hockey su pista)
La Supercoppa del Portogallo 2011 è stata la 29ª edizione dell'omonima competizione portoghese di hockey su pista. Il torneo ha avuto luogo il 15 ottobre 2011. 
A conquistare il trofeo è stato il Porto al diciottesimo successo nella sua storia.

## Squadre partecipanti
| Club        | Qualificazione                       | Partecipazioni precedenti (il grassetto indica la vittoria)                                                                        |
| ----------- | ------------------------------------ | --- |
| Porto       | Detentore della 1ª Divisão           | 1984, 1985, 1986, 1987, 1988, 1989, 1990, 1991, 1992, 1996, 1998, 1999, 2000, 2002, 2003, 2004, 2005, 2006, 2007, 2008, 2009, 2010 |
| Oliveirense | Detentore della Coppa del Portogallo | 1987, 1997 |

## Risultati
| Squadra 1 | Risultato | Squadra 2   |
| --------- | --------- | ----------- |
| Porto     | 4 - 1     | Oliveirense |

| Ponte de Lima 15 ottobre 2011 | Porto | 4 – 1 | Oliveirense |  |